# Aichmann
Aichmann (II poł. XVII w.) – mierniczy, mechanik. Był z pochodzenia szlachcicem pruskim ("nobilis prutenus"). Przyjmuje się, że należał do bliskiego otoczenia króla Jana III Sobieskiego (jako geometra nadworny). Jak wynika z listu Adama A. Kochańskiego do Gottfrieda W. Leibniza, Aichmann często dyskutował z królem o możliwości skonstruowania maszyny "perpetuum mobile", prawdopodobnie zapowiadał stworzenie i pokaz takiego urządzenia na dworze (król zlecił Kochańskiemu zebranie informacji o nagrodzie, jaką wyznaczyły Stany Holenderskie dla wynalazcy, który podoła takiemu wyzwaniu).